# 한국철도공사 368000호대 전동차
한국철도공사 368000호대 전동차는 한국철도공사의 특급형 전동열차로, ITX-청춘 등급으로 운행한다. 2012년 2월 28일부터 운행을 시작했다. 현재 총 8량 8개 편성(64량)이 운행하고 있다.

## 도입단가
- (1편성 8량 192억 1000만 원) (2009년 통계기준)

## 내장
기본적으로 내장은 LED 실내조명등과 21인치 LCD TV가 설치되었으며, 수유실과 수화물 보관대, 자동판매기, 자전거 전용 거치대 등 차내 고객 편의 시설을 확충하였다. 3호차를 장애인객차로 편성되고 3호차와 6호차에 화장실이 설치되었다. 또한 내부와 통로의 폭도 KTX-산천보다 더 넓어졌다.
좌석은 회전이 가능하고 좌석의 폭이 넓어졌으며, 간격은 KTX-산천 일반실과 동일하며, 출입문 부근 자유석 공간에 고객의 키 높낮이를 고려한 입석용 손잡이가 설치되었으며, 수도권 전철용 차량과 동일하게 1호차와 8호차에 자전거 거치대가 설치되었다.
이 차량은 기존 수도권 전철용 차량과 길이가 같고, 스크린도어와 문의 위치가 일치하여 스크린도어가 있는 역에서도 정상적으로 여객 취급이 가능하나, 누리로 등급의 한국철도공사 200000호대 간선 전기 동차와는 달리 승강구에 저상홈 대응 장치가 없어 저상홈에서는 여객 취급이 불가능하다. 하지만 몇몇 ITX-청춘 정차역에서는 고상홈 열차의 정차를 위하여 고상홈 열차 전용 계단이 설치되었다.

## 대한민국 최초의 2층객차
이 차량의 T차에 해당되는 4~5호차는 2층 객차를 채용하였다. 이는 침대차가 아닌 객차 중에서는 대한민국 최초로 유일무이하다. 경춘선 최초 운행 당시 관광 노선이라는 특성에 맞는 조망을 확보하기 위하여 설치하였으며, 층당 높이는 1.9 m이다. 그러나 총 좌석 수는 계단으로 인하여 길이가 제한되어 다른 칸과 차이가 없다.

## 운용
ITX-청춘으로 경춘선 용산 ~ 춘천 구간에서 운행되며, 그 외 전세열차로서 수도권 전철 내 다른 구간에 투입되는 경우가 있다.

## 편성
편성은 팬터그래프와 주변압기, 제어기기, 전동기가 탑재된 M'차, 제어기기와 전동기만이 탑재된 M차, 그리고 보조전원장치와 공기압축기, 축전지, 제어실 등을 갖춘 Tc차, 그리고 아무런 기기도 탑재되지 않는 T차로 구성되었으며, T차에 대한민국 최초로 2층 객차가 편성되었다.
| 객차번호 | 설치된 전장품                        |
| -------- | ------------------------------------ |
| 3680XX   | Tc(SIV, 공기압축기, 축전지)          |
| 3681XX   | M'(팬터그래프, 주변압기, 주변환장치) |
| 3682XX   | M(주변환장치)                        |
| 3683XX   | T(무동력 2층객차)                    |
| 3684XX   | T(무동력 2층객차)                    |
| 3685XX   | M(주변환장치)                        |
| 3686XX   | M'(팬터그래프, 주변압기, 주변환장치) |
| 3689XX   | Tc(SIV, 공기압축기, 축전지)          |

## 배속
- 36801~36808편성: 평내차량기지, 8량

## 현재 운행구간
- 경춘선 계통
  - 경원선: 용산 ~ 회기
  - 중앙선: 청량리 ~ 망우
  - 망우선: 상봉 ~ 망우
  - 경춘선: 망우 ~ 춘천

## 현황
현재 운행 중인 차량은 가독성을 높이기 위해 굵은 글씨로 표시하였다.
2013년 하반기부터 2017년 상반기까지 전면부와 측면부에 용 모양 디자인을 랩핑하였다.
| 차호       | 도입 시기 | 운행 중단 시기 | 비고                               |
| ---------- | --------- | -------------- | ---------------------------------- |
| 36801 편성 | 2011년    | 운행 중        |                                    |
| 36802 편성 | 2011년    | 운행 중        |                                    |
| 36803 편성 | 2011년    | 운행 중        | 코레일톡 객실내 미리보기 촬영차량. |
| 36804 편성 | 2011년    | 운행 중        |                                    |
| 36805 편성 | 2011년    | 운행 중        |                                    |
| 36806 편성 | 2011년    | 운행 중        |                                    |
| 36807 편성 | 2011년    | 운행 중        |                                    |
| 36808 편성 | 2011년    | 운행 중        |                                    |

## 사진

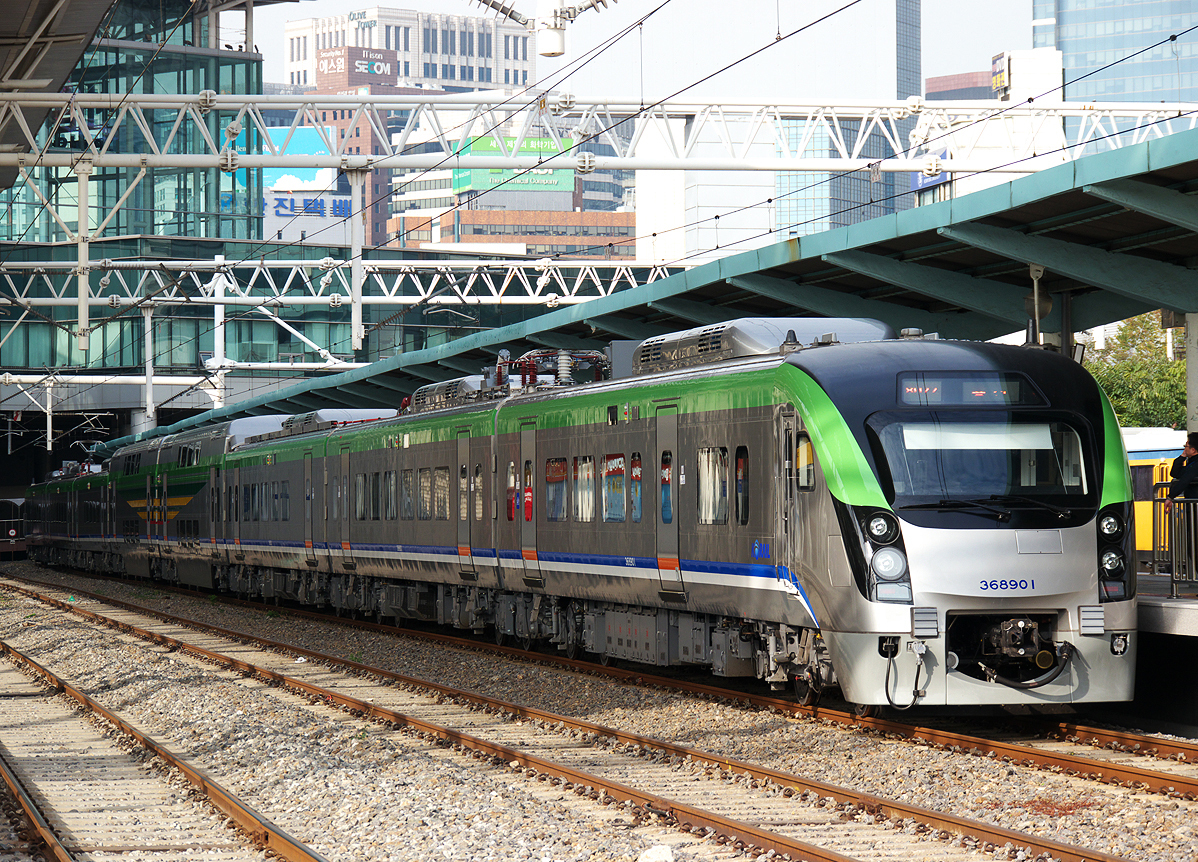
시운전 당시 서울역에 입선한 모습
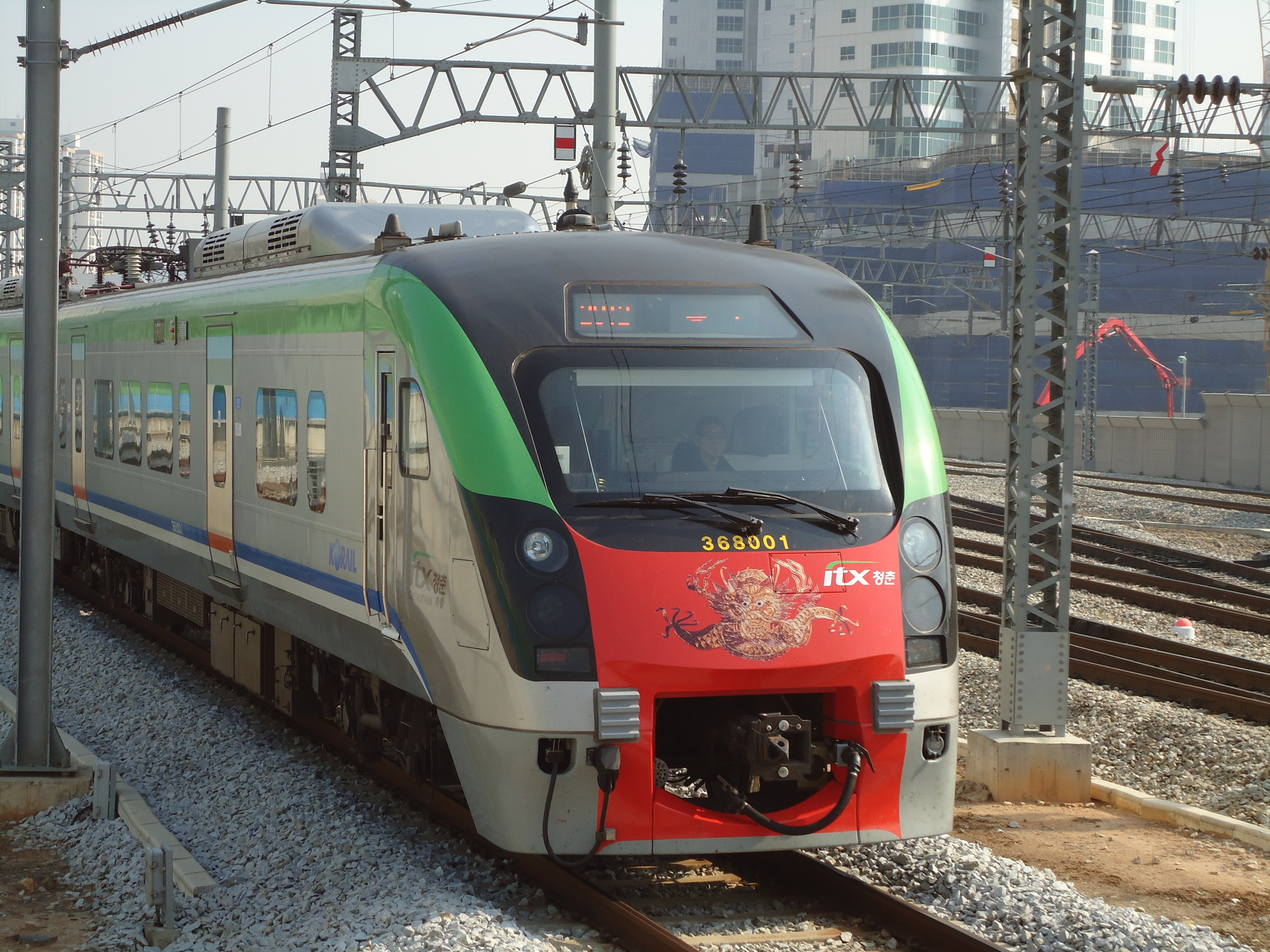
망우역에 진입하는 36801편성 (용 모양 디자인 랩핑 시절)
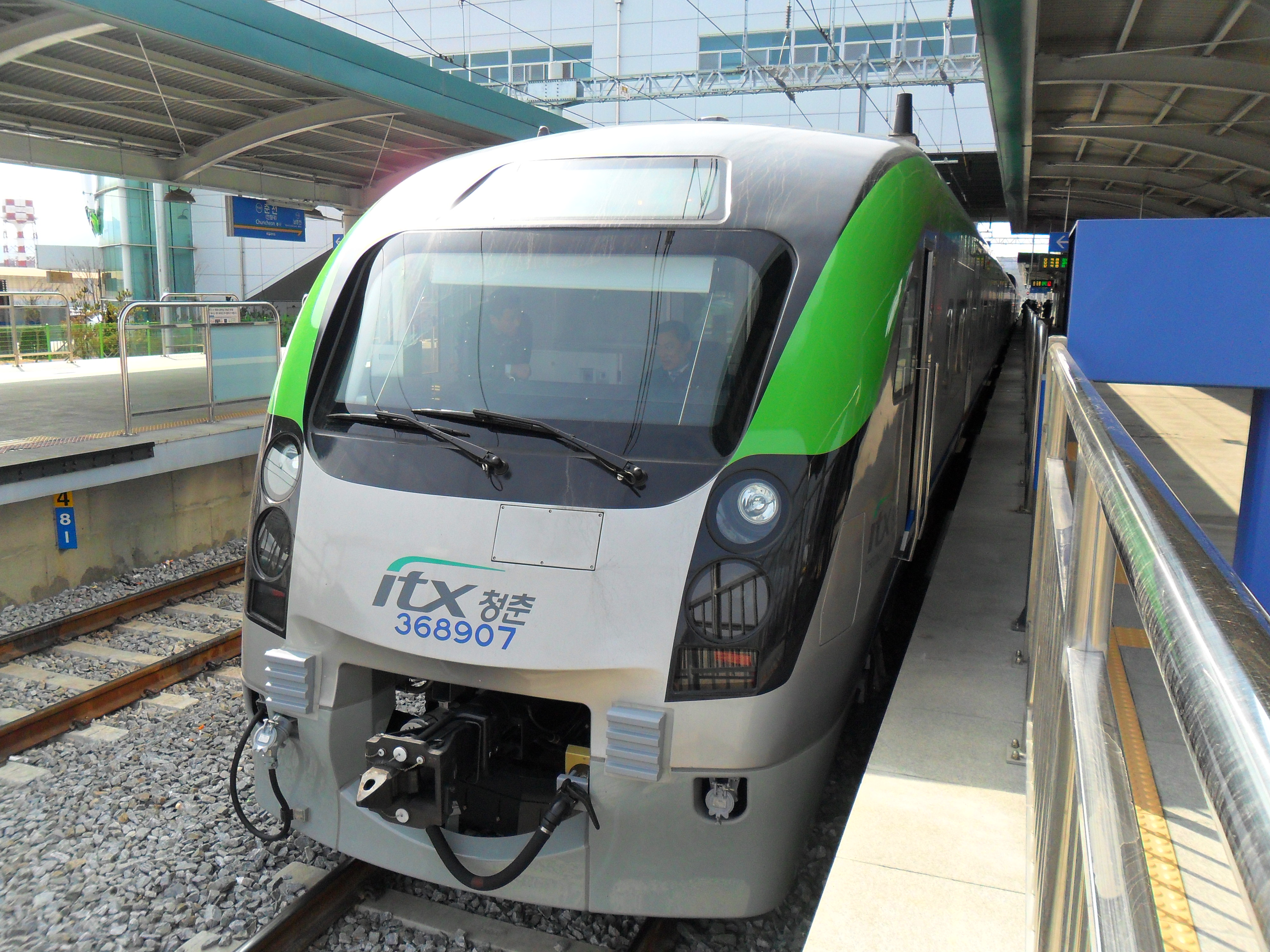
춘천역에 정차 중인 36807편성
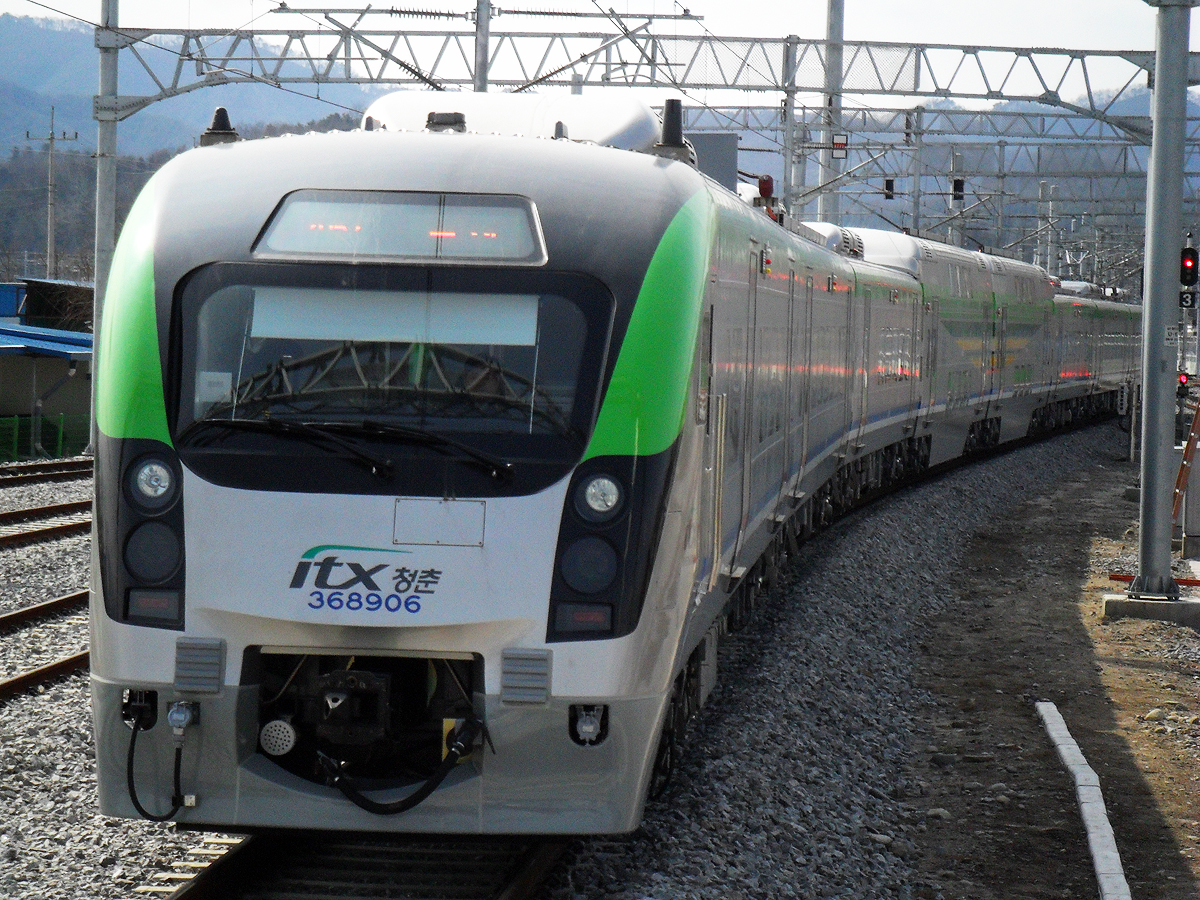
춘천역으로 진입하는 36806편성
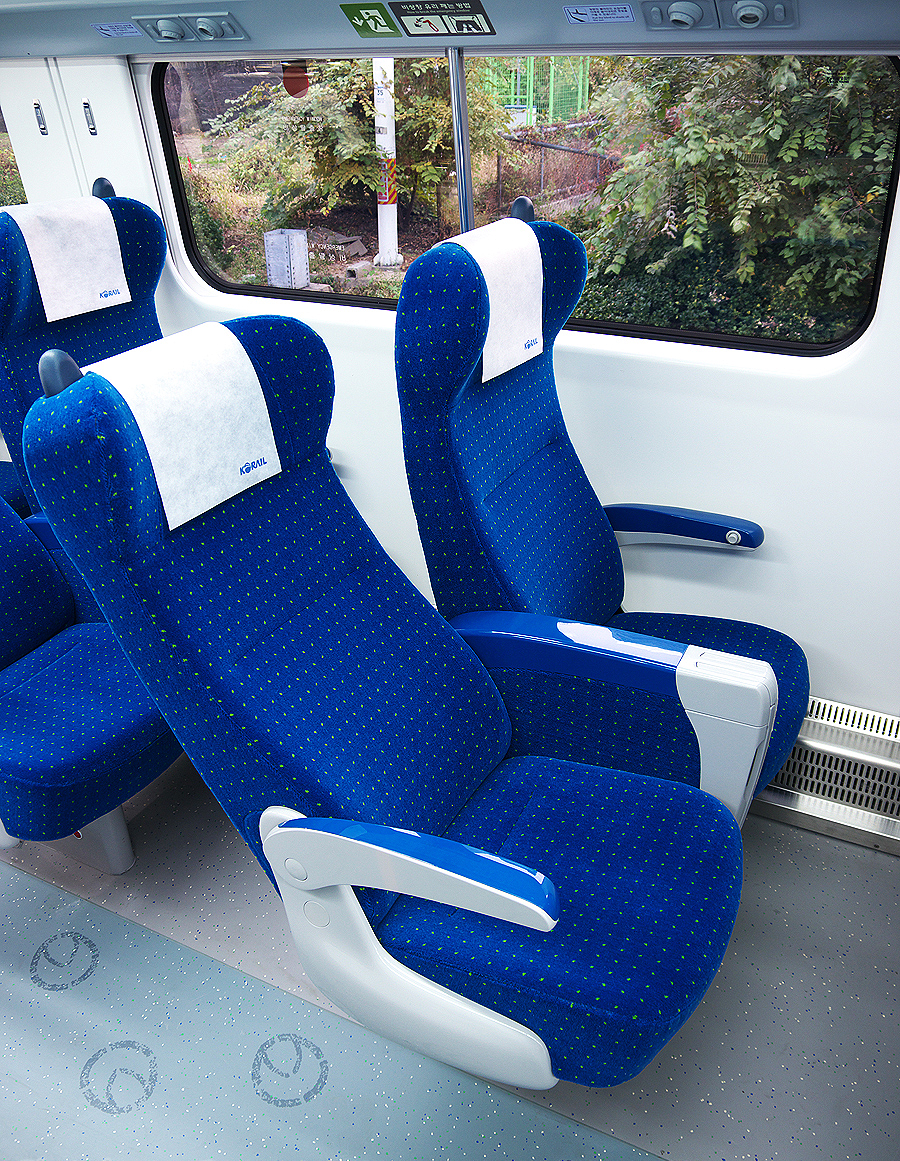
좌석의 모습
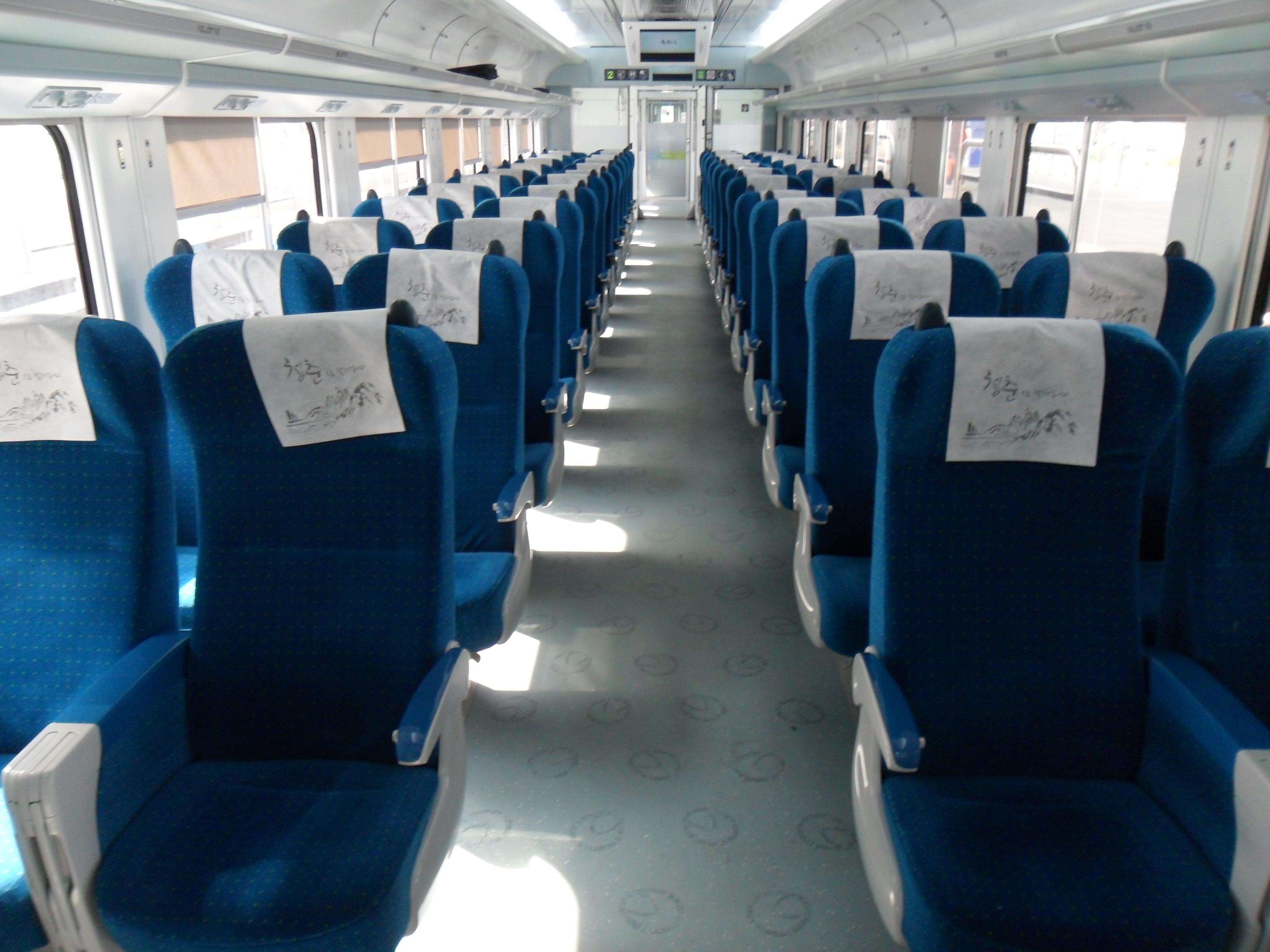
일반 객차 내부
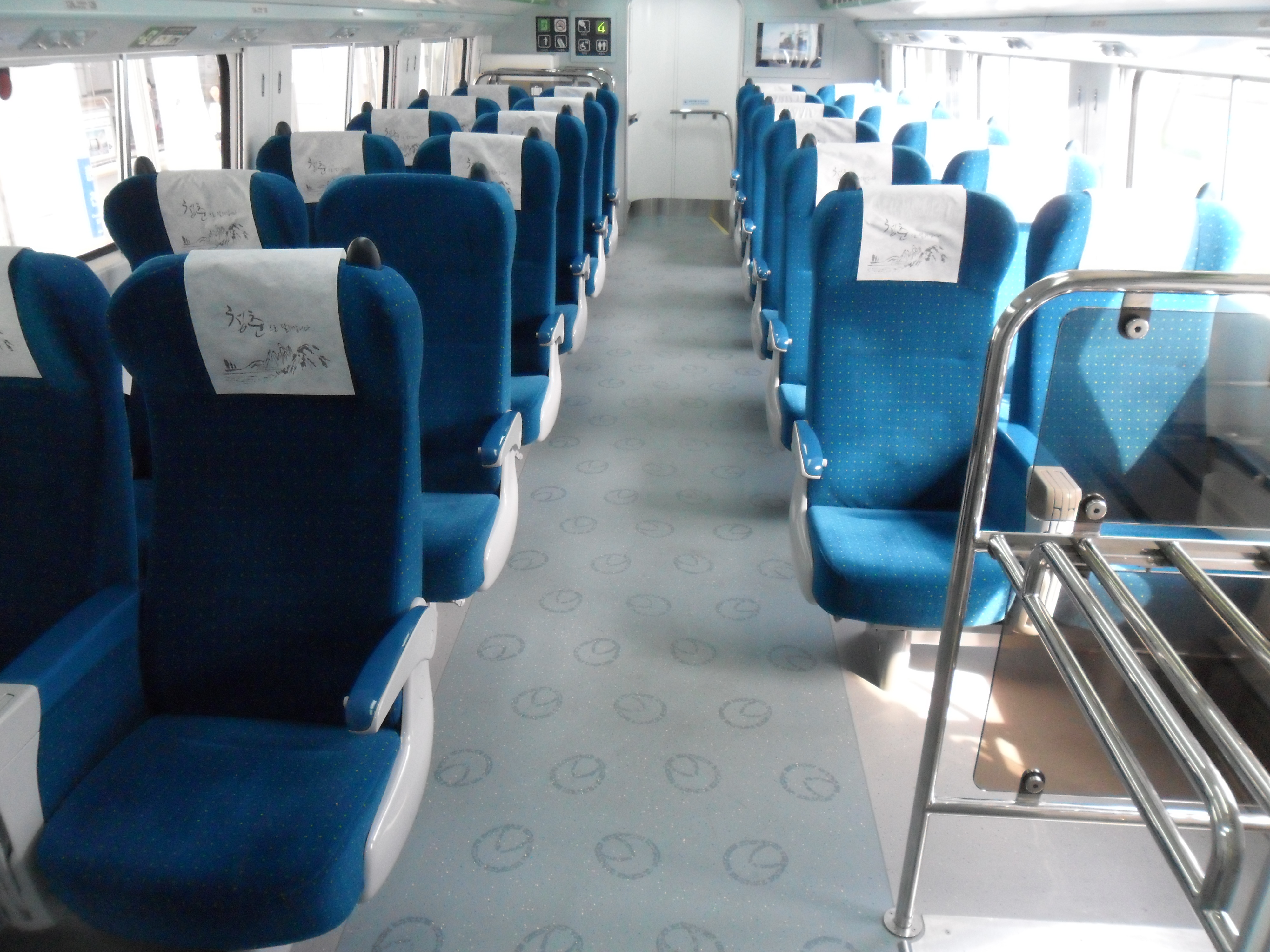
2층 객차 내부
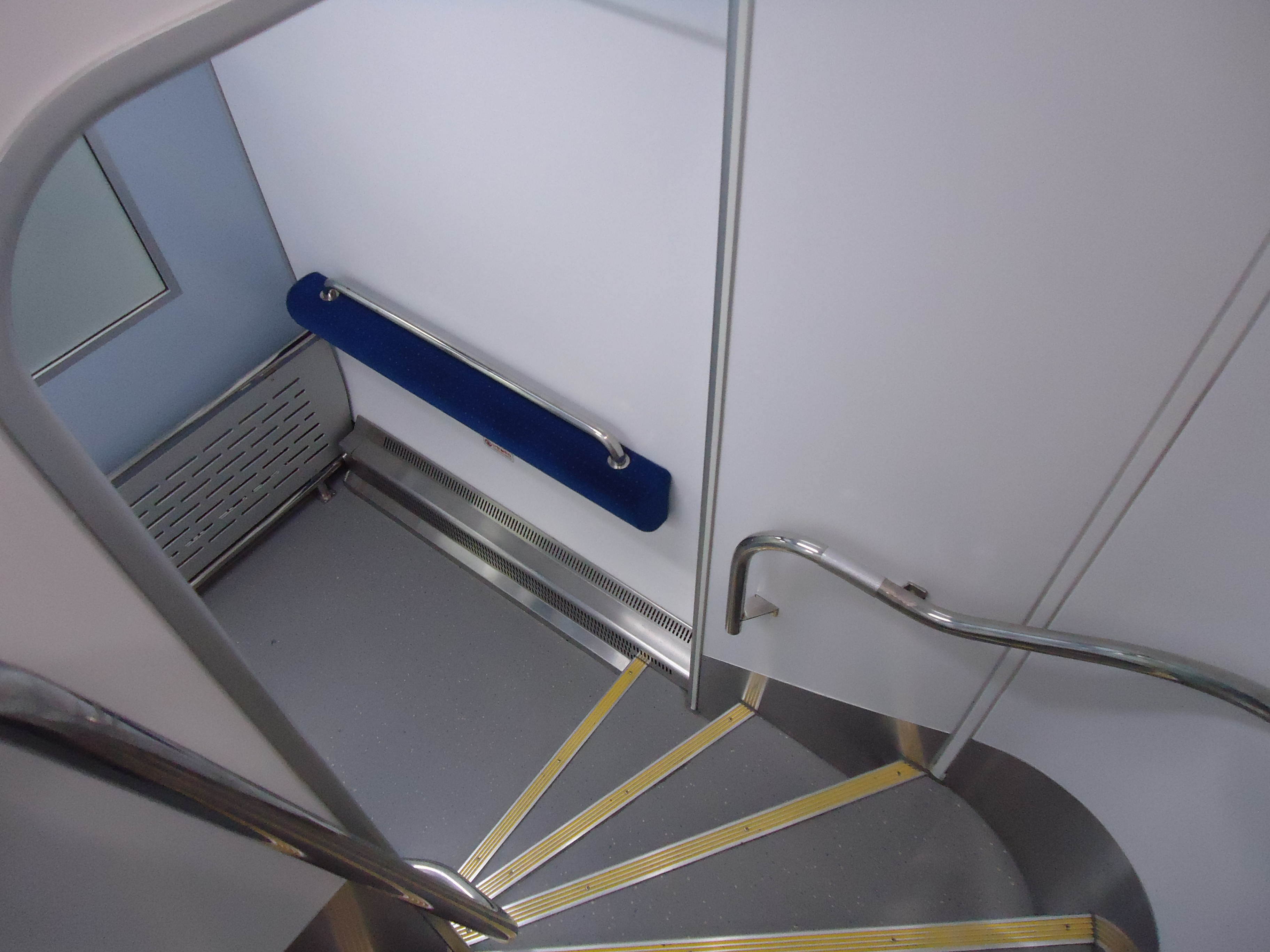
2층으로 올라가는 계단
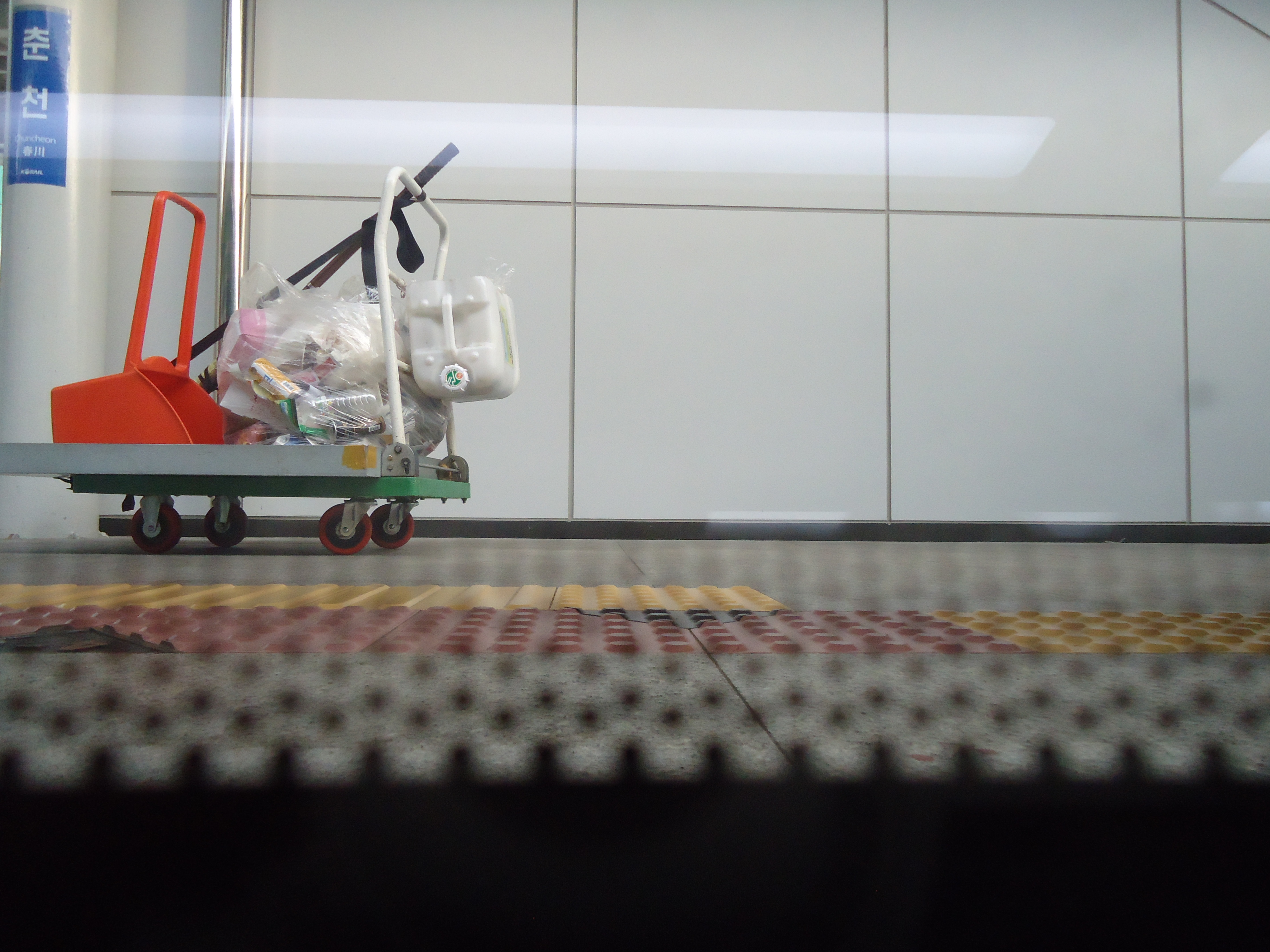
4~5호차 1층에서 밖을 보면 승강장 바닥이 바로 앞에 보인다.
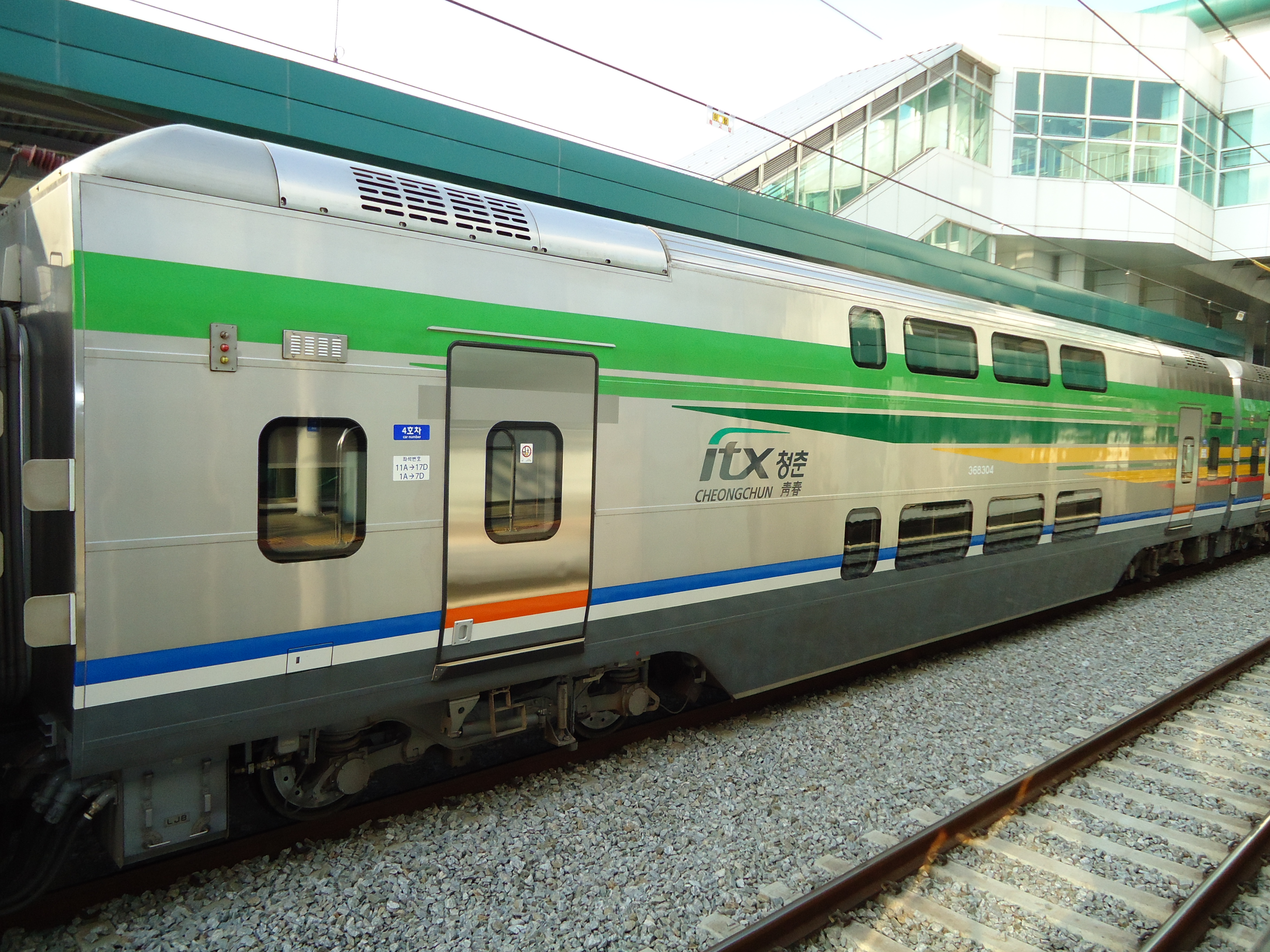
4~5호차 2층 차량이다.
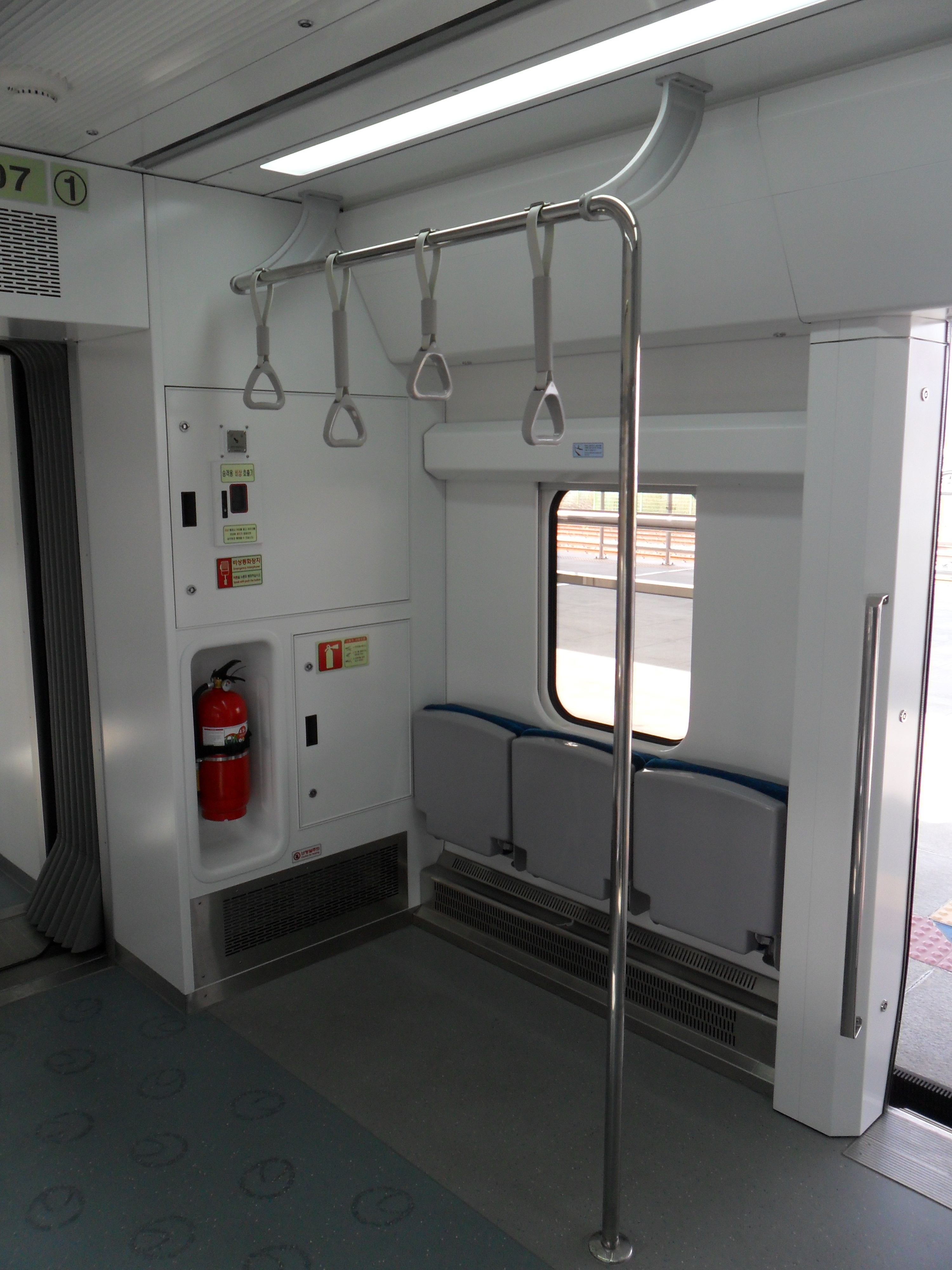
출입문 부근 접이식 좌석
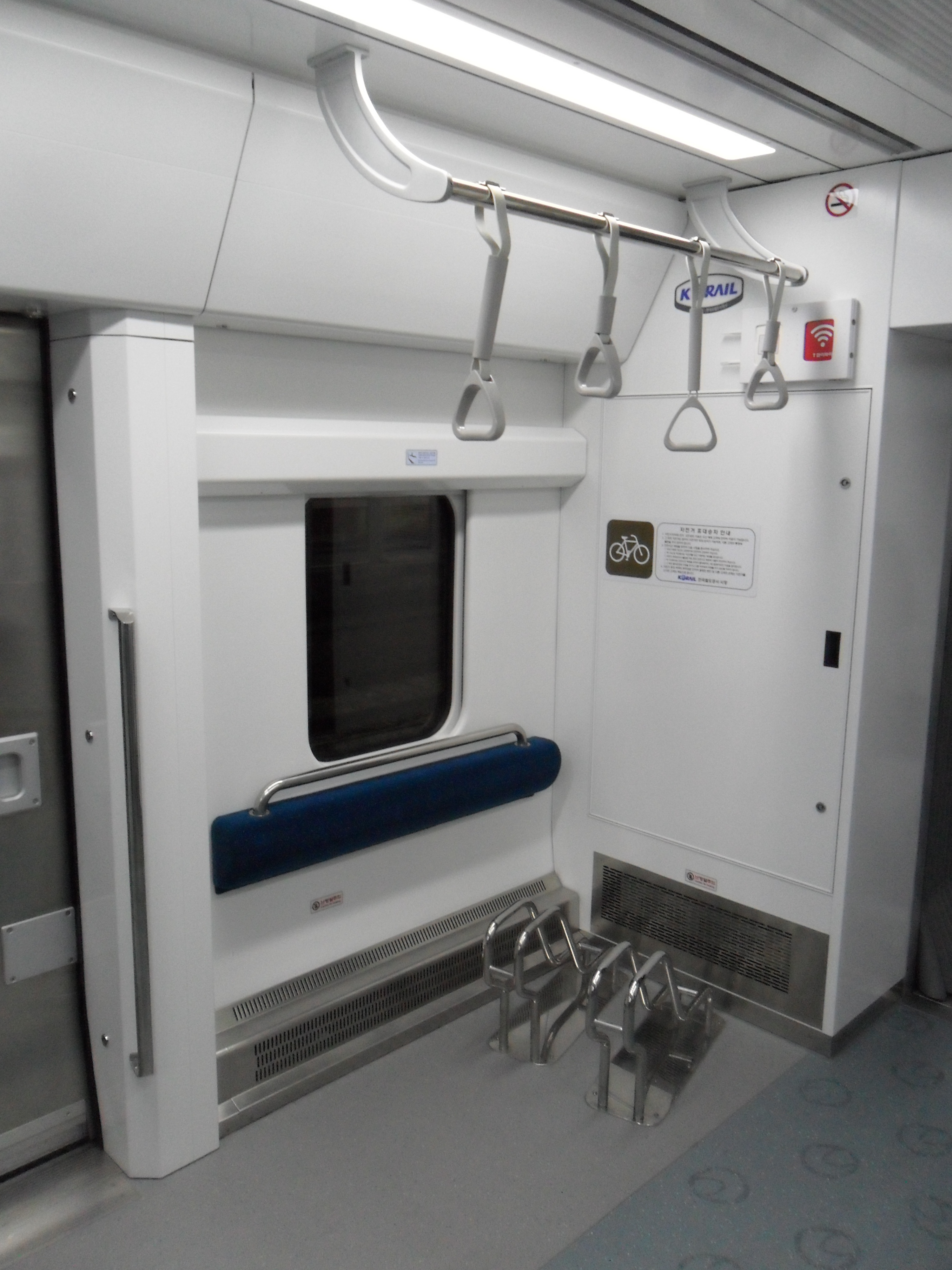
자전거 전용 거치대

## 같이 보기
- 한국철도공사
- ITX-청춘
- 경춘선